# Економіка Алжиру

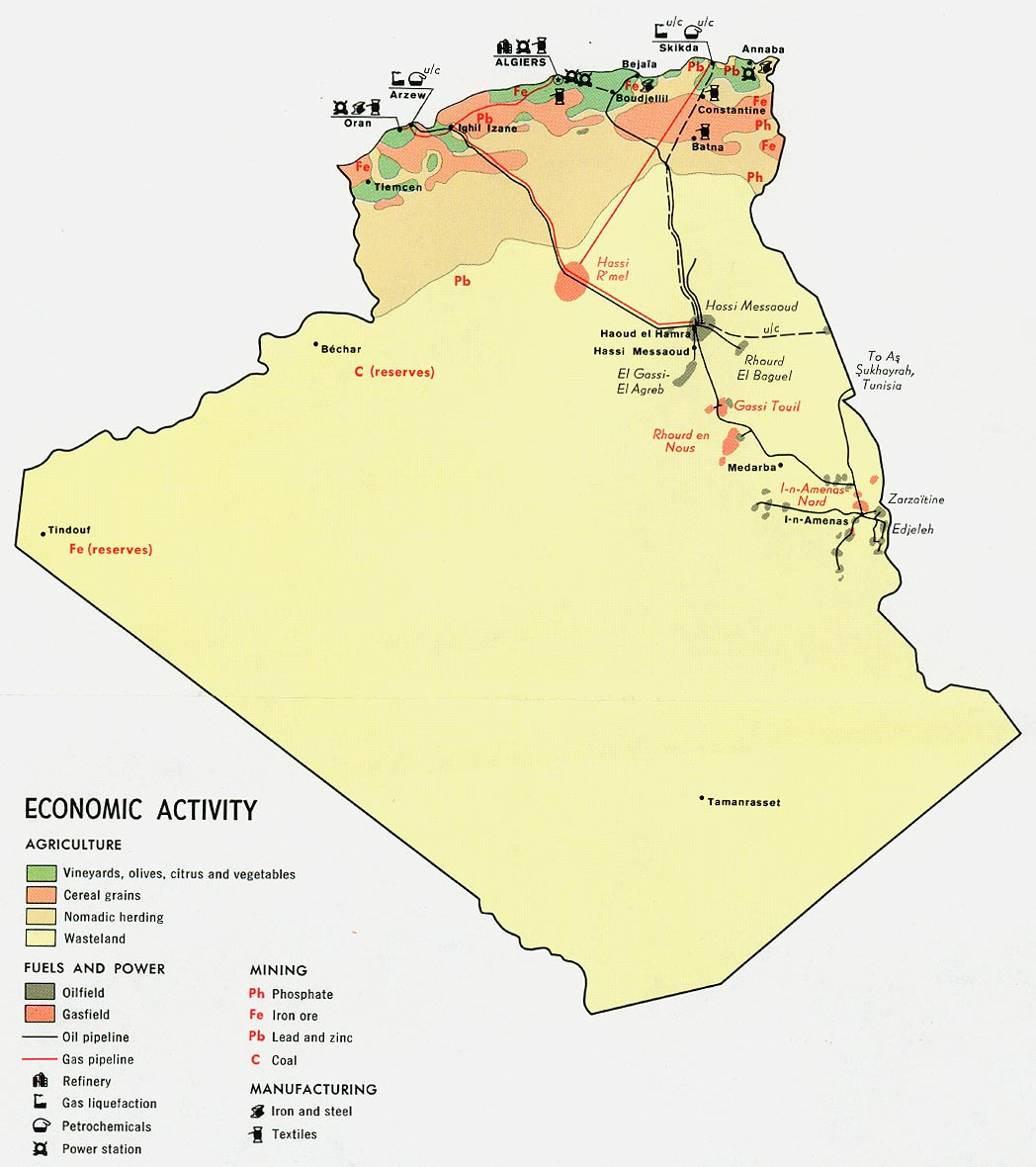

Алжир — аграрна країна з розвинутою гірничодобувною промисловістю. Одна з найбільших і найрозвинутіших країн Африки. Основні галузі економіки: нафтова та газова, легка промисловість, гірнича, електроенергетична, нафтохімічна, харчова. Основний транспорт — залізничний, автомобільний, морський, повітряний. Головні морські порти: Беджаія, Арзев, Алжир, Аннаба, Оран, Скікда. Найважливіші аеропорти розташовуються в Дар-ель-Бейді, Орані, Константіні й Аннабі. В країні діє 66 летовищ.

## Загальні показники
Валовий внутрішній продукт (ВВП) Алжиру, станом на 2015 рік, за паритетом купівельної спроможності становив 578,7 млрд доларів США (34-те місце в світі); за офіційним обмінним курсом — 172,3 млрд доларів США; у розрахунку на одну душу населення — 14,5 тис. доларів США (112-те місце в світі). Ріст ВВП 2015 року становив 3,7 % (72-ге місце в світі). 1996 року ВВП країни дорівнював 115,9 млрд, 2001 року — 45,5 млрд доларів США; на душу населення 1996 року 4 тис., 2001 року — 1521 доларів США, темп зростання ВВП 2001 року становив 5,1 %.
Розподіл ВВП за секторами економіки 2015 року: промисловість — 46 %, агровиробництво — 10,3 %, сфера послуг — 43,7 %. Розподіл ВВП за кінцевими споживачами (станом на 2015 рік):
- споживання домашніх господарств — 39,1 %,
- державне споживання — 21,3 %,
- інвестиції в основний капітал — 39,6 %,
- інвестиції в товарно-матеріальні запаси — 7,6 %,
- експорт товарів і послуг — 27,4 %,
- імпорт товарів і послуг — -35 %[2].

Валове національне заощадження 2013 року становило 45,1 %; 2015 року — 34,6 % від ВВП (10-те місце в світі).
Розподіл сімейного доходу (коефіцієнт Джині) 35,3 (92-ге місце в світі). За межею бідності, станом на 2006 рік, знаходилось 23 % населення країни.

## Історія
Колонізація в Алжирі тривала довше, ніж в більшості інших північноафриканських країн, що зумовило багатоукладність виробничо-галузевої структури господарства. На захоплених у алжирських селян кращих землях склався сектор високотоварного капіталістичного виробництва, орієнтованого на зовнішній ринок. Деякий розвиток отримали галузі легкої промисловості (текстильна, шкіряно-взуттєва, хімічна, харчова), продукція яких реалізовувалася на алжирському і частково на зовнішньому ринках. Загалом Алжир серед країн Магрибу мав найбільш розвинену економіку, хоча й повністю налаштовану на потреби метрополії. З метою обслуговування колоніального господарства була створена відносно розвинена інфраструктура. Поряд з капіталістичними сферами існувала велика традиційна сфера виробництва, головним чином у вигляді відсталого напівнатурального сільського господарства і підприємств напівкустарного типу. У структурі товарної продукції переважали предмети споживання, проте їх виробництво не покривало попиту і доповнювалось широким імпортом (верстати, машини, устаткування, сировина).
Після проголошення незалежності економічний розвиток націлений на створення багатогалузевого господарства, забезпечення повної зайнятості, досягнення економічної незалежності шляхом прискореної індустріалізації. Поетапно уряд країни націоналізував сільськогосподарські землі, що перебували у власності іноземців, банківський сектор, підприємства гірничої і нафтової промисловості, підприємства важкої і обробної промисловості (останні 1978 року). Націоналізація іноземної власності 1960-х роках стала основою для формування державного сектора економіки. У 1970-х роках почала будувати підприємства за власний кошт, головним чином в промисловості. Громадський сектор (державний і його різновид у сільському господарстві — самоврядний, кооперативний) 1978 року виробляв понад 70 % продукції всіх галузей матеріального виробництва, в тому числі майже 90 % в промисловості і половину в сільському господарстві. Держава тримає під контролем і законодавчо регулює діяльність приватного сектора.
З 1967 року в Алжирі введене державне планування розвитку народного господарства: перший трирічний (1967—1969 роки), наступні чотирирічні (1970—1973 і 1974—1977), пізніше п'ятирічні плани. 1989 року уряд приступив до реалізації великої програми, що була спрямована на досягнення економічної стабілізації і впровадження в економіку ринкових механізмів.

## Фінанси
Фіскальний рік в Алжирі збігається з календарним роком і починається 1 січня. Рівень інфляції в країні 2014 року становив 2,9 %, 2015 року — 4,8 % (171-ше місце в світі). Резерви іноземної валюти і дорогоцінних металів 2014 року становили еквівалент 179,9 млрд доларів США, 2015 року — 155,7 млрд доларів США (15-те місце в світі). Загальний державний борг 2014 року становив 4,8 млрд доларів США (132-ге місце в світі). Прямі закордонні інвестиції в Алжир 2014 року становили 30 млрд доларів США, 2015 року — 29 млрд (70-те місце в світі); 2001 року — 262,9 млн доларів США. Інвестиції Алжиру в закордонні економіки 2015 року становили загальний обсяг 2,7 млрд доларів США (78-ме місце в світі).
Столиця слугує головним торговельно-розподільчим і фінансовим центром, де розміщені центральні оптові контори, банки, торгові підприємства та інші установи, які розповсюджують свою діяльність як усередині країни, так і за кордоном. Незалежність Алжиру дозволила уряду націоналізувати банки й страхові підприємства, що належали іноземному капіталу (французькому).

### Валюта
Національною валютою Алжиру слугує алжирський динар (DZD). За 1 долар США (USD) 2011 року давали 72,94 алжирських динари; 2015 року — 100,60 алжирських динарів. Загальна маса готівки національної валюти у обігу 2014 року була еквівалентна 109 млрд доларів США, 2015 року — 89,89 млрд (38-ме місце в світі). Запас грошової маси 2014 року становив 164,5 млрд доларів США (47-ме місце в світі).

### Банки
Облікова ставка рефінансування Центрального банку Алжиру 2010 року становила 4 % річних (97-ме місце в світі). Основна ставка кредитування комерційними банками 2015 року становила 8 % річних (110-те місце в світі). Загальний обсяг внутрішнього кредитування 2015 року становив 57,98 млрд доларів США (59-те місце в світі).

### Фондовий ринок
Загальна вартість акцій підприємств на фондовому ринку країни 2015 року становила 1 млрд доларів США.

### Державний бюджет
Надходження до державного бюджету Алжиру 2015 року становили 49,38 млрд доларів США, витрати — 69,01 млрд доларів США, дефіцит бюджету становив 28,5 %, або 11,2 % ВВП (206-те місце в світі). Надходження до державного бюджету становлять 28,2 % ВВП (92-ге місце в світі). Державний борг 2015 року становив 9,3 % від ВВП.

## Промисловість
Головні галузі промисловості країни: нафтогазова, легка, гірничодобувна, електротехнічна, нафтохімічна, харчова. Річні темпи зростання промислового виробництва 2015 року становили 0,4 % (163-тє місце в світі).
Державний сектор промисловості розвивається в чотирьох основних напрямках:
- Збільшення виробництва продукції (нафта, газ), що забезпечує валютні доходи, сприяє розвитку індустріалізації (виготовлення сталі, цементу, електроенергії), розвитку сільського господарства (мінеральні добрива).
- Розвиток металообробки — транспортне та сільськогосподарське машинобудування, електротехнічна промисловість, виробництво верстатів і устаткування.
- Розширення виробництва споживчих товарів.
- Налагодження промислової переробки природних ресурсів[4].

Державне планування намагається розвивати міжгалузеву інтеграцію. Розвиток промисловості найбільш швидкими темпами в напрямку створення самодостатньої індустрії (металургія, будівельні матеріали, азотні й фосфорні добрива). 1980 року в промисловості було зайнято 414 тис. осіб (75 % — в обробній, 12 % — у нафтогазової, 12 % — у інших галузях). 77 % усіх зайнятих в промисловому секторі працювали на державних підприємствах.

### Гірнича промисловість
Алжир відноситься до числа африканських країн, які володіють великими запасами мінеральної та енергетичної сировини (нафта, газ, залізна руда, кольорові метали, марганець). Створена французькими компаніями гірнича промисловість практично повністю працювала на експорт. За часів незалежності більшість підприємств були націоналізовані. Мінеральна сировина користується попитом на світовому ринку, що створює значні можливості для накопичення валютних надходжень. Керівництво Алжиру скористалось сприятливою ситуацією в 1970-х роках, що склалася на світовому ринку нафти й газу. До початку 1980-х років близько 70 % продукції гірничодобувної галузі йшло на потреби національної індустрії: 60 % залізної руди з Уензи використовував Ель-Хаджарський металургійний завод, фосфорити з Джебель-Онка — Аннабський комбінат, цинк — електролізний завод в Газаветі, борити використовуються при бурінні нафтових свердловин. Розробка нових родовищ корисних копалин створює нові робочі місця, змінює карту розміщення населення. Наприклад, поблизу вугільного родовища в Сахарі виникло сучасне гірничопромислове селище Бешар.

### Нафтогазова промисловість
Особливе місце в структурі індустрії країни займає нафтогазова промисловість. Часткова націоналізація (80 %) якої була проведена алжирським урядом 1971 року. В умовах високих цін на рідке паливо на світовому ринку 1970-х років доходи від нафти дозволяли покривати переважну частину державних капіталовкладень. Середньорічне виробництво нафти у 1970-х роках становило 50 млн тонн, валютні надходження від продажу нафти і газу становили 6,2 млрд доларів США, а після 1980 року, перевищили 10 млрд доларів. Нафтова промисловість Алжиру служить базою для розвитку нафтохімії, виробництва штучних добрив та інших хімічних продуктів. Алжир вже на початку 1980-х років зміг задовольнити внутрішні потреби в різних товарах нафтохімічної і хімічної промисловості. Особлива увага приділяється розвитку газової промисловості. Станом на 1977 рік запаси газу в країні оцінювалися в 3 060 млрд м³ (близько 15 % світових запасів). Успішно реалізується програма зі створення газоскраплючих підприємств (загальна потужність 20 млрд м³, станом на 1980 рік) і будівництва нових газогонів. Газова промисловість, як і нафтова, має яскраво виражену експортну спрямованість. Алжир постачає газ ряду країн Західної Європи, а також до США. В Арзеві працюють заводи з виробництва скрапленого газу, хімічних добрив і аміаку, нафтопереробний завод. Поблизу нафтогазових родовищ виникли сучасні гірничопромислові селища, Хассі-Месауд і Хассі-Рмель.

### Металургія
Важливе місце в програмі розвитку промисловості країни належить металургії, розвиток якої обумовлений наявністю значних запасів залізної руди (загальні запаси 1,35 млрд тонн, з них достовірні — 600 млн тонн) і дешевого палива у вигляді природного газу. Чорна та кольорова металургія забезпечують сталий розвиток машинобудування та електротехнічної промисловості. Після введення на початку 1970-х років в експлуатацію металургійного комплексу в Ель-Хаджарі (поблизу Аннаби) потужності з виробництва чавуну сягнули 500 тис. тонн на рік, сталі — 530 тис. тонн на рік. Внутрішній попит на чавун і сталь до кінця 1970-х років задовільнявся лише на 25-30 %. 1981 року була введена друга черга виробництва металургійного комбінату, загальна потужність сягнула 2 млн тонн сталі й 1,6 млн тонн чавуну. В країні створено фундамент власної кольорової металургії.

### Машинобудування
Створені в рамках планів економічного розвитку підприємства почали випускати трактори, легкові і вантажні автомашини, сільськогосподарську техніку, деякі верстати, електромотори, мотоцикли, велосипеди. У Константіні діє великий тракторобудівний комплекс, включно із ливарним і заводом дизельних моторів, верстатобудівний і металообробний заводи, підприємство з випуску екскаваторів і будівельних кранів.

### Промисловість будівельних матеріалів
Після здобуття країною незалежності почала швидко розвиватись індустрія виробництва будівельних матеріалів, попит на які підвищився у зв'язку з ростом промислового та іншого будівництва. Виробництво цементу 1974 року становило менше 1 млн тонн, 1980 року сягнуло вже 4,2 млн тонн; виробництво цегли зросло відповідно з 0,4 млн до 1 млн тонн; черепиці — з 76 тис. до 117 тис. тонн.

### Легка промисловість
У легкій промисловості отримали розвиток традиційні галузі: харчова, текстильна, шкіряно-взуттєва. Дві останні задовольняють внутрішній попит. Текстильне виробництво більше орієнтується на розширення асортименту тканин. У Константіні працює цукрово-рафінадний, пивоварний, борошномельний заводи. Поряд зі створенням сучасних промислових підприємств в Алжирі продовжують розвиватися ремесла і традиційні промисли: килимарство, виготовлення предметів релігійного культу, вичинка шкір, чеканка металевого національної посуду.

## Енергетика
Форсований розвиток промисловості в другій половині XX століття, а також електрифікація сільських районів створюють рост попиту на електроенергію в країні. Проблема вирішується головним чином шляхом нарощування потужностей теплових станцій, що працюють на природному газі. Наявність величезних запасів цього палива дозволяє порівняно легко забезпечувати енергетичне постачання країни. 1980 року виробництво електроенергії становило 7,12 млрд КВт·год, а загальний рівень електрифікації 57 %. З 1979 по 1994 роки обсяг виробництва електроенергії в країні збільшилося з 6,1 млрд КВт·год до 18,7 млрд КВт·год. До початку XXI століття майже усі райони півночі були повністю електрифіковані.

## Аграрний сектор

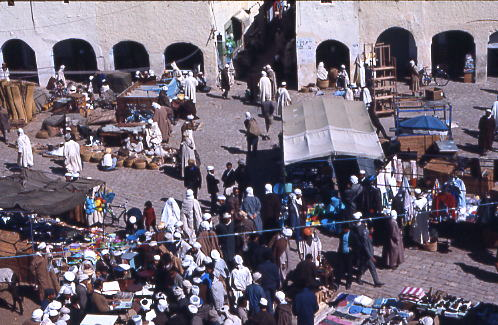
Ринок у Хардайя, 1971 рік

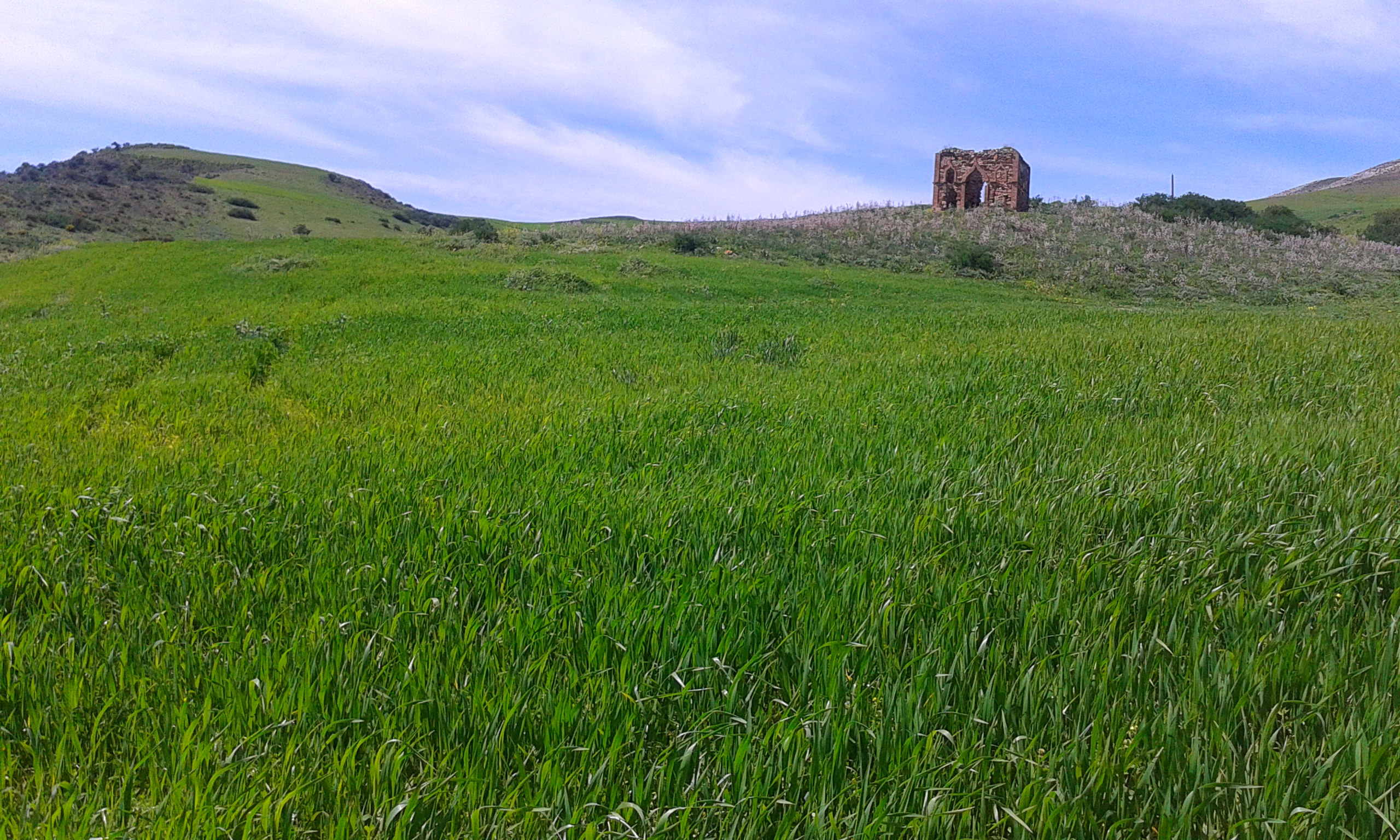
Пшеничні поля, Гельма, Алжир

Важливою галуззю економіки Алжиру слугує сільське господарство, однак його частка у валовому внутрішньому продукті залишається низькою. Хоча в сільському господарстві зайнято понад 40 % економічно активного населення країни, хоча частка сільського господарства у структурі ВВП постійно скорочується на користь промисловості й сфери обслуговування. Продукція галузі лише на 50-60 % задовольняє потреби населення в продуктах харчування. Для сільського господарства характерний слабкий зв'язок між рослинництвом і тваринництвом. Алжир змушений імпортувати в значних кількостях зерно, молоко, рослинні й тваринні жири, цукор. Проблему можливо вирішити через поліпшення технічної оснащеності землеробства, широкого застосування мінеральних добрив і сортового насіння, розвиток тваринництва в зернових районах, розширення іригації.
У сільському господарстві іноземне землеволодіння було ліквідовано вже восени 1963 року і місце колишнього колоніального сектора зайняли державні самоврядні ферми. У перші роки незалежності держава не направляла до сільського господарства жодних коштів, зосередившись на розвитку важкої промиловості. Лише з початку 1970-х років до програм державного розвитку були закладені статті направлені на підйом сільського господарства: інтесифікація використання земель (заміна чистого пару кормовими культурами), розширення площі іригації, розбудова відповідної інфраструктури (цехи з переробки фруктів і овочів, холодильні підприємства для продукції тваринництва, комбікормові цехи). Важливою частиною державної політики в сфері землеробства стала програма підготовки технічних і агрономічних кадрів за кордоном. Техніко-економічна модернізація сільського господарства в рамках планів розвитку торкнулася в першу чергу так званого самоврядного сектора, який охоплює 2 млн га найбільш родючих й зручно розташованих сільськогосподарських земель (до незалежності належали європейським колоністам). Від 1972 року почала впроваджуватись аграрна революція, щ обула спрямована на ліквідацію великого приватного землеволодіння, наділення землею безземельних і малоземельних селян з подальшим їх об'єднанням в кооперативи різного типу, розширення зайнятості на селі. За результатами цієї реформи до 1981 року серед 100,4 тис. селян, що об'єднані в 6 тис. кооперативів, було розподілено 1,4 млн га ріллі й 1,1 млн га насаджень фінікових пальм. Приватний сектор все займає близько 1/2 корисної сільськогосподарської площі і охоплює 70 % сільського населення.

### Рослинництво
Земельні ресурси країни обмежені. Для сільського господарства придатно близько 17 % території (40 млн га), з яких понад 80 % — пасовища і вигони. Під ріллею, виноградниками і садами зайнято близько 7 млн га, 30 % цієї площі щорічно знаходиться під паром. Природні умови сприятливі для сільського господарства тільки в неширокої приморській смузі. Близько 1/3 оброблюваних земель отримує в рік понад 600 мм опадів, приблизно половина площі — 600—400 мм, решта — менш 400 мм. Горбистий рельєф на значній частині оброблюваної площі, слабка залісеність, нерегулярність опадів, висушують ґрунт, спека в середині і наприкінці літа породжує сильну водну і вітрову ерозію, якій сприяє і широке застосування двухпольної сівозміни. Головні сільськогосподарські культури: пшениця, ячмінь, овес, виноград, оливки, цитрусові, фрукти. До приходу європейських поселенців місцеві жителі продукти споживання на внутрішній ринок (тверду пшеницю, ячмінь, городні культури, фрукти). Європейці ж впровадили виробництво експортних культур (виноград, цитрусові, городину, технічні культур). Напередодні незалежності виноградарство, плодівництво і овочівництво разом давали близько 50 % всієї валової продукції сільського господарства. В період незалежності був проведений перерозподіл площ з метою пристосувати сільськогосподарське виробництво до внутрішніх потреб країни, скорочені на 40 % площі під виноградниками, частина земель, що простоюють під паром, стала засіватися кормовими травами, на 160 тис. га збільшилась садів.
Мешканці сахарських оаз розводять фінікову пальму й невибагливі сільськогосподарські культури.
Велика увага приділяється розвитку промислу трави альфи і корку.

### Тваринництво
Інша традиційна галузь сільського господарства, тваринництво, розвинена слабко. Розвиток стримується незадовільним станом пасовищ, які не забезпечують потреб в кормах, падіжом худоби через нерозвиненість ветеринарної служби. Головні види сільськогосподарських тварин: вівці, велика рогата худоба. Загальне поголів'я худоби в 1980 році становило 13,4 млн овець, 2,7 млн кіз, 1,3 млн великої рогатої худоби. Розведення овець і кіз є основним джерелом існування для значної частини (700 тис.) населення степових плоскогір'їв. Був прийнятий закон, який передбачав ряд заходів по модернізації пасовищного тваринництва на «високих плато», почалося обмеження великої приватної власності на худобу, кооперування скотарів і їх перехід на осілий спосіб життя.
Жорстока посуха 1970-х років в Африці завдала тяжкої шкоди худобі скотарів Сахари, змусила багатьох з них шукати притулок на землях північного Алжиру.

### Лісове господарство
1991 року в Алжирі було перероблено понад 300 тис. м³ деревини і корку. З виробництва корку країна займає 3-є місце у світі після Іспанії і Португалії.

## Транспорт
Можливості створення єдиного господарського організму держави, що складається з взаємозв'язаних галузей, значною мірою визначаються станом її транспортної системи. Внутрішні перевезення вантажів в Алжирі здійснюються головним чином автомобільним і залізничним транспортом. Алжир — головні морські ворота країни, найбільший вузол сухопутних комунікацій — магістральних залізниць і автомобільних доріг, що зв'язують його з усіма, районами країни і сусідніми країнами.

### Автомобільний
Північні райони країни мають досить розвинену мережу доріг з твердим покриттям. Частина доріг проходить через «високі плато» як в меридіональному, так і широтному напрямах. Споруджена автотраса, яка перетинає з півночі на південь всю алжирську частину Сахари. Загальна протяжність автомобільних доріг 1980 року становила 92 тис. км (з них 47 тис. км асфальтовані). Обсяг перевезень 1980 року становив 1,4 млрд тонн/км (78 % забезпечили державні підприємства). Середня дальність перевезень становила 320 км. Вантажопідйомність всього автомобільного транспорту 1980 року становила 350 тис. тонн. У зоні навколо столиці щільність мережі автодоріг — 1 км на 1 км² території (середня щільність мережі Північного Алжіра — 1 км на 10 км²).

### Залізничний
Залізнична система Алжиру менш розвинена ніж мережа автошляхів і складається з близько 4 тис. км залізниць (35 % вузькоколійні). Мережа повністю націоналізована, держава переймається усіма питаннями модернізації та розширення. Головна вісь мережі простягається в меридіональному напрямку північними районами. Від головної магістралі відгалужуються в південному напрямку 3 лінії, дві з яких доходять до Бешара і Туггурта (міста в північній частині Сахари). Вантажообіг залізничного транспорту 1980 року становив 2,5 млрд тонн/км, обсяг пасажирських перевезень — 2,1 млрд пасажиро/км.

### Повітряний
Повітряні перевезення як у середині країни, так і міжнародні здійснює державна компанія «Ер Альжері». Поблизу столиці — міжнародний аеропорт Дар-ель-Бейда.

### Водний

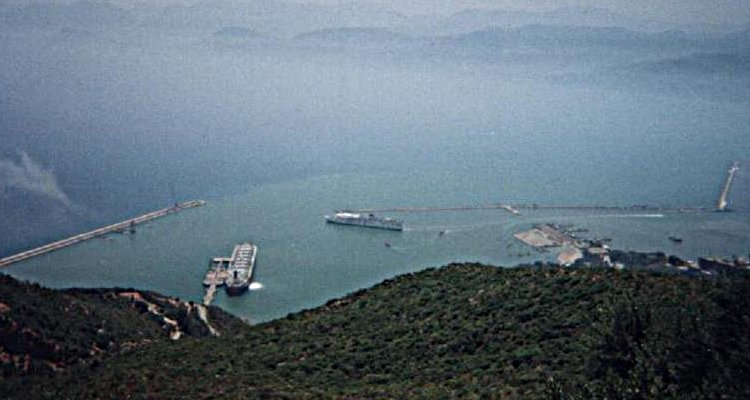
Місто-порт Беджайя

У період незалежності країни було створено національний морський транспорт з 75 суден і 20 буксирів. Головні морські порти: Алжир, Оран, Аннаба (вивезення фосфоритів, залізної руди, сільськогосподарської продукції).

### Трубопровідний
Експорт сирої нафти і скрапленого газу здійснюється через порти Арзев, Беджая і Скикда. Алжир володіє сучасною й потужною мережею трубопровідного транспорту. Магістральні трубопроводи прокладені від нафтових і газових родовищ Сахари до узбережжя Середземного моря. Пропускна спроможність діючих нафтопроводів, станом на 1980 рік, перевищувала 80 млн тонн, загальна протяжність становила 4,2 тис. км; пропускна спроможність діючих газопроводів, станом на 1980 рік, сягнула 31,7 млрд м³. Дном Середземного моря з Алжиру до Італії було прокладено газогін (довжина 160 км, максимальна глибина — 600 м, пропускана здатність 18,5 млрд м³), що дозволив прямим шляхом постачати блакитне паливо до Європи.

## Зовнішньо-економічні зв'язки

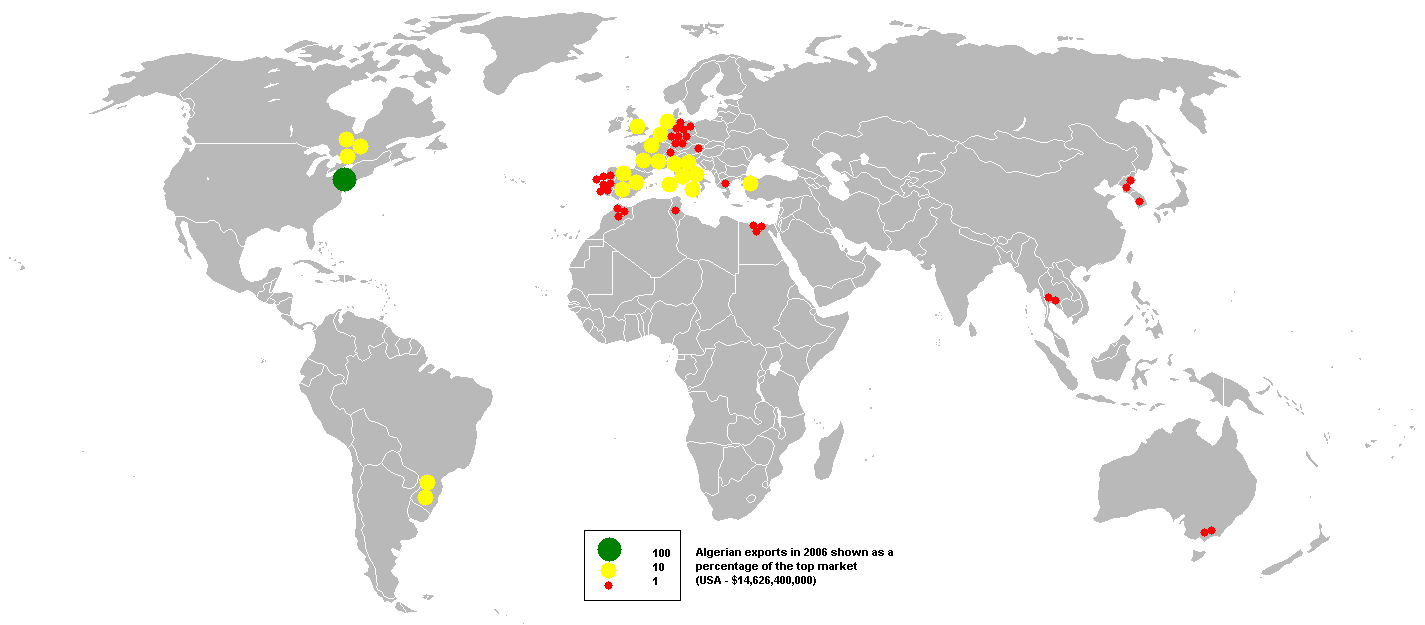
Алжирський експорт 2006 року

Зовнішньоекономічні зв'язки Алжиру до і після незалежності істотно різняться структурою. Розвиток національної промисловості і політика суворої економії у перші роки незалежності призвели до значного зниження імпорту споживчих товарів. За період з 1965 по 1978 рік частка споживчих товарів в загальній вартості імпорту скоротилася з 34,2 до 4,2 %, в той час як імпорт промислового обладнання зріс втричі. У структурі експорту різко зменшилися поставки сільськогосподарських товарів і збільшився вивіз нафти й газу (98 % вартості всіх експортних поставок країни в 1980 році).
Змінилася і географія зовнішньої торгівлі, Алжир переорієнтувався з ринку метрополії (Франція) на ринок інших європейських держав, а головним чином, на ринок США, що стали головним зовнішньоторговельним партнером Алжиру вже у 1970-х роках (50 % експорту країни). Друге місце за обсягом торговельного обороту з Алжиром зайняла Німеччина, що поставляє до країни промислове обладнання, транспортні засоби, електротехнічні вироби, й закуповує нафту, залізну руду, цинковий концентрат, фосфати, цитрусові. У другій половині 1970-х років розвиток франко-алжирських економічних зв'язків стримували політичні мотиви (позиція Франції в питанні по Західній Сахарі).
Сальдо поточного платіжного балансу країни (експорт/імпорт товарів і послуг, чистий дохід від інвестицій і трансфертних платежів) 2015 року становило -27 млрд доларів США (189-те місце в світі).
Держава експортує: нафту, природний газ і нафтопродукти (до 97 % загального обсягу). Основними партнерами 2015 року стали: Іспанія — 18,8 %, Франція — 11,2 %, Велика Британія — 8,8 %, Італія — 8,7 %, США — 7,1 %, Бразилія — 5,2 %, Туніс — 4,9 %, Німеччина — 4,5 %. Вартість експорту 2014 року становила 63,2 млрд доларів США, 2015 року — 36,3 млрд доларів США (59-те місце в світі). Експорт 2001 року дорівнював 12,6 млрд доларів США.
Держава імпортує: продукти харчування, товари народного споживання. Основними партнерами 2015 року стали: Китай — 15,6 %, Франція — 14,3 %, Італія — 9,4 %, Іспанія — 7,4 %, Німеччина — 5,6 %, Росія — 4,1 %. Вартість імпорту 2014 року становила 58,6 млрд доларів США, 2015 року — 52,77 млрд доларів США (50-те місце в світі). Імпорт 2001 року дорівнював 12,5 млрд доларів США.
За роки незалежності країни Радянський Союз став важливим не тільки політичним партнером, але й економічним. СРСР збудував первістка алжирської металургії — комбінат в Ель-Хаджарі, збагачувальну фабрику на свинцевому родовищі Ель-Абед, підприємство по виробництву ртуті в Аззабі, теплову електростанцію в Аннабі, допомагав з геолого-розвідувальними роботами, підготовкою кадрів для різних галузей промисловості, також сільського господарства, охорони здоров'я.
Понад 90 % позикових коштів надходять до країни від розвинених держав та міжнародних організацій.
В Алжирі щороку проводиться міжнародний торговий ярмарок.

## Економічне районування
Процес формування економічних районів в Алжирі не завершений, значні території країни ще не освоєні в господарському відношенні. Особливості історичного розвитку, природного середовища і ресурсів, етнічного складу, сільського господарства і промисловості напряму вплинули на формування чотирьох економічних районів Алжиру.
- Західна Північ. Найбільший за площею (близько 40 % території), але найменший за населенням (всього 25 % жителів) район Північного Алжиру. Цей район історично став основним районом товарного землеробства, з переважанням спеціалізованого сільського господарства, 40 % виробництва всіх зернових і овочів, більше 80 % винограду і близько 30 % субтропічних фруктів. На високих рівнинах тваринництво напівкочового характеру, поєднується зі збором трави альфи, яка займає мільйони гектарів сухих степів і напівпустель. Тут сформувався і швидко розвивається промисловий вузол нафтової промисловості Арзев — Оран. Деякий розвиток отримала гірничодобувна промисловість, у першу чергу видобуток і первинна обробка поліметалічних руд.
- Центральна Північ. Найбільш розвинений район, який відіграє провідну роль у політичному, культурному, а також економічному житті країни. На його частку припадає близько 30 % території і 36 % населення Північного Алжиру. Історично район формувався як район найбільш різнотипного сільського господарства (зернове землеробство, субтропічне садівництво, раннє овочівництво, пасовищне скотарство) та обробної промисловості (від традиційних шкіряно-взуттєвої і деревообробної до автоскладальної, нафтопереробної та електронної галузей) з головним центром в столиці. Тут найгустіша транспортна мережа з головним фокусом — морським портом Алжира. Перенаселеність і відсутність роботи здавна змушували багатьох місцевих кабілів залишати рідні місця і переселятися в пошуках заробітку до міст. Столиця і навколишня територія — найбільший промисловий центр країни, де представлені машинобудування, нафтопереробка, текстильна, швейна, хімічна, фармацевтична, електротехнічна і багато інших галузей. Основні промислові підприємства зосереджені в східних кварталах і передмістях Алжиру. Промислові центри району: Алжир, Бліда, Еш-Шеліф, Тізі-Узу, Медеа, Джельфа.
- Східна Північ. Найнаселеніший і найбільш індустріалізований район, на його частку припадає 1/3 території і більше 40 % населення Північного Алжиру. Традиційні заняття осілих жителів історично пов'язані з зерновим землеробством (одна з античних житниць Північної Африки), що дає 40 % збору зернових, і поєднується з вигінно-пасовищним скотарством. Великі поклади залізної руди, фосфоритів на яких працюють металургійний комбінат в Ель-Хаджарі й Беджаї, завод фосфатних добрив поблизу Аннаби. У Скикді споруджено найбільший в світі на той час нафтохімічний комплекс (завод зі скраплення газу, нафтопереробний, виробництво пластмас). У Константіні тракторний завод.
- Алжирська Сахара. Цей пустельний регіон дає нафту й газ, в оазах вирощують фініки. На території району почали складатися окремі гірничодобувні центри, вузли і мінерально-сировинні райони.

Процес формування економічних районів в Алжирі не завершений, значні території країни ще не освоєні в господарському відношенні.

### Трудові ресурси
Загальні трудові ресурси 2015 року становили 11,77 млн осіб (48-ме місце в світі). Зайнятість економічно активного населення у господарстві країни розподіляється наступним чином: промисловість і будівництво — 31 %; аграрне, лісове і рибне господарства — 10,8 %; сфера послуг — 58,2 %.
Безробіття 2015 року становило 11 % працездатного населення (127-ме місце в світі); серед молоді у віці 15-24 років ця частка становила 24,8 %, 21,6 % — серед хлопців, 39,8 % — серед дівчат (47-ме місце в світі).
304 тис. дітей у віці 5-14 років (5 % від загальної кількості населення країни) 2006 року були залучені до дитячої праці.